# Katuń
Katuń (ros. Катунь) – rzeka płynąca przez azjatycką część Rosji. Wypływa z lodowca, który znajduje się w Górach Katuńskich. Długość ok. 688 km. W okolicy rzeki są bardzo liczne jeziora. Katuń znajduje się w kotlinie.

## Główne dopływy
Lewe dopływy:
- Koksa
- Kamienka

Prawe dopływy:
- Argut
- Czuja